# Premios Turia
Los Premios Turia (en valenciano Premis Túria) son unos reconocimientos organizados por Cartelera Turia, con el fin de recompensar los logros cinematográficos y televisivos junto a otros muchos galardones.

## Historia
Fueron creados por la Comunidad Valenciana. Éstos honran los logros del mundo de la cultura y del espectáculo. Se entregan desde el año 1992 y convocan al mundo de la cultura y política.
- X edición: Valencia (7 de julio de 2001)[1]

- XI edición: Valencia (6 de julio de 2002)[2]

- XII edición: Valencia (5 de julio de 2003)[3]

- XIII edición: Burjasot (3 de julio de 2004)[4]

- XIV edición: Burjasot (2 de julio de 2005)[5]

- XV edición: Burjasot (1 de julio de 2006)[6]

- XVI edición: Burjasot (7 de julio de 2007)[7]

- XVII edición: Burjasot (5 de julio de 2008)[8]

- XVIII edición: Burjasot (4 de julio de 2009)[9]

- XIX edición: Burjasot (3 de julio de 2010)[10]

- XX edición: Valencia (7 de julio de 2011)[11]

- XXI edición: Burjasot (7 de julio de 2012)[12]

- XXII edición: Burjasot (6 de julio de 2013)[13]

- XXIII edición: Burjasot (5 de julio de 2014)[14]

- XXIV edición: Burjasot (4 de julio de 2015)[15]

## Categorías
- Mejor Película Española.

- Mejor Película Extranjera.

- Mejor Película cuya versión original sea idioma valenciano.

- Mejor Actriz.

- Mejor Actor.

- Mejor Actriz Revelación.

- Mejor Actor Revelación.

- Mejor Actriz Porno Europea.

- Mejor ópera prima.

- Premio especial Turia.

- Premio Huevo de Colón.